# Bittersöt tråding
Bittersöt tråding (Inocybe dulcamara) är en svampart som först beskrevs av Alb. & Schwein., och fick sitt nu gällande namn av Paul Kummer 1871. Enligt Catalogue of Life ingår Bittersöt tråding i släktet Inocybe,  och familjen Inocybaceae, men enligt Dyntaxa är tillhörigheten istället släktet Inocybe,  och familjen Crepidotaceae. Arten är reproducerande i Sverige. Inga underarter finns listade i Catalogue of Life.